# Pauline av Württemberg
Pauline av Württemberg, född 25 februari 1810, död 7 juli 1856, var en hertiginna av Nassau. Dotter till furst Paul av Württemberg och Charlotte av Sachsen-Hildburghausen. Gift 23 april 1829 med hertig Vilhelm I av Nassau.

## Biografi
Pauline och Vilhelm hade en olycklig relation; Vilhelm ska ha terroriserat sin familj med sitt lynniga humör och förlöjligat sin fru på grund av hennes partiella dövhet. 
Pauline var dock populär bland allmänheten och grundade ett härbärge för fattiga flickor, sjukhuset Asklepios Paulinen Klinik Wiesbaden och diakonin Diakoniezentrum Paulinenstift Nastätten. 
Hon lät som änka uppföra det lilla slottet Paulinenschlösschen 1841–1843 i Wiesbaden. Det förstördes vid ett bombangrepp 1945.

## Barn
1. En dotter utan namn (född och död 1830).
2. Helena av Nassau-Weilburg (1831–1888), gift med Georg Viktor av Waldeck-Pyrmont.
3. Nikolaus Wilhelm av Nassau (1832–1905), gift morganatiskt med, Natalia Alexandrovna Pushkina, grevinna av Merenberg. Hon var dotter till Aleksandr Pusjkin och hans hustru Natalja Gontjarova.
4. Sofia av Nassau, 1836–1913, gift 1857 med Oscar II av Sverige och Norge.

## Släktskap medGustav Vasa
```
                   
Gustav Vasa

                    1496-1560
                        |
                  
Cecilia Vasa

                    1540-1627
                        |
            
Edvard Fortunatus av Baden

                    1565-1600
                        |
              
Vilhelm I av Baden

                    1593-1677
                        |
          
Marie Anna Wilhelmine Zähringen

                    1655-1702
                        |
   
Maria Ludovika Anna Franziska von Lobkowitz

                    1683-1750
                        |
         
Maria Augusta von Thurn und Taxis

                    1706-1756 
                        |
         
Fredrik Eugène av Württemberg

                    1732-1797
                        |
           
Fredrik I av Württemberg

                    1754-1816
                        |
               
Paul av Württemberg

                    1785-1852
                        |
              
Pauline av Württemberg

                    1810-1856
```